# Référendum constitutionnel zimbabwéen de 2013
Un référendum a lieu le 16 mars 2013 au Zimbabwe en vue de l'adoption d'une nouvelle Constitution.

## Contexte
Les élections présidentielle et législatives de 2008, entachées de violences et de forts soupçons de fraude en faveur du parti ZANU-PF du président Robert Mugabe, aboutit à un gouvernement d'union nationale, regroupant le ZANU-PF et le Mouvement pour le changement démocratique de Morgan Tsvangirai, qui devient Premier ministre. Cette union ne satisfait aucun camp, chaque parti espérant pouvoir constituer seul un gouvernement après les élections de 2013 : la présidentielle prévue en juillet, et les législatives qui doivent suivre.
En amont, les partis et leurs dirigeants se sont entendus sur un référendum constitutionnel amendant notamment les fonctions et les prérogatives du chef de l'État.
Toutefois, la nouvelle Constitution est finalisée plus tard que prévu, ne laissant que quelques semaines aux citoyens pour en prendre connaissance. En outre, des réunions publiques visant à informer les électeurs sont à leur tour entachées de violences.

## Référendum
Les propositions soumises à référendum, à la suite d'un compromis entre les deux principaux partis, sont les suivantes :
- Le président de la République ne peut exercer que deux mandats de cinq ans, mais sans rétroactivité. Cette mesure permet donc à Robert Mugabe de se présenter aux élections présidentielles de 2013 et de 2018, et potentiellement de conserver la présidence jusqu'à l'âge de 99 ans[4].
- Le président de la République perd son droit de véto sur la législation adoptée par le Parlement[4].
- Un décret présidentiel ne s'applique que s'il est soutenu par une majorité du Conseil des ministres[5].
- Le Parlement ne peut être dissous et l'état d'urgence ne peut être décrété, qu'avec l'accord des deux tiers des députés[5].
- Une charte des droits et libertés est incorporée à la Constitution, garantissant notamment la liberté d'expression et la liberté de la presse[4]. La charte interdit également « la détention sans motifs, la torture et le travail forcé »[6].
- Les dix provinces du pays obtiennent une autonomie accrue[4].
- La nouvelle Constitution prévoit la création d'une commission de paix et de réconciliation[4].
- Elle prévoit également la mise en place d'un parquet indépendant du gouvernement, et d'une commission de lutte contre la corruption[4].
- L'indépendance de la commission électorale est garantie[4].
- La double nationalité est autorisée[4].
- L'expropriation des fermes s'effectue désormais sans recours juridique pour les personnes expropriées. Le président de la République nomme une commission chargée des questions foncières. Le ZANU-PF insiste sur cette disposition, condition requise pour que le parti accepte les autres mesures de la nouvelle Constitution. Au cours des années précédentes, quelque 4 500 fermes, appartenant principalement à des Zimbabwéens blancs, ont été saisies par l'État, officiellement dans le cadre d'une politique de redistribution[4].
- L'interdiction du mariage homosexuel est inscrite dans la Constitution[6].
- La peine de mort ne s'applique désormais qu'aux hommes âgés de 21 à 70 ans reconnus coupables de meurtre avec circonstances aggravantes[5].

En amont du scrutin, « les autorités s'en sont prises à des groupes pro-démocratie », avec des arrestations et « au moins deux morts » dans des attaques orchestrées par des partisans du président. Le jour même du référendum, un responsable du MDC est arrêté, accusé d'avoir jeté une bombe incendiaire dans le domicile d'un responsable du ZANU-PF. Le lendemain du référendum, la police arrête Beatrice Mtetwa, « la plus célèbre avocate des droits de l'homme » du pays, ainsi que trois « proches collaborateurs » de Morgan Tsvangirai.

## Résultat
Sur les quelque six millions d'électeurs inscrits, « la participation a été légèrement supérieure à la moitié du corps électoral ». Il y a 56 627 bulletins nuls (soit 1,7%). La Constitution est acceptée par une très large majorité d'électeurs.
Suffrages exprimés :
| Choix | Votes     | %       |
| ----- | --------- | ------- |
| Oui   | 3 079 966 | 94,49 % |
| Non   | 179 489   | 5,51 %  |
| Total | 3 259 455 | 100 %   |

## Suites
Fin mars, l'Union européenne, félicitant le pays pour un référendum « paisible, réussi et crédible », suspend les sanctions qu'elle avait imposées à huit entreprises et à quatre-vingt-une personnes zimbabwéennes. Les sanctions demeurent toutefois à l'encontre de deux entreprises et de dix personnes, dont le président Mugabe, jusqu'à ce que des élections législatives et présidentielle libres, transparentes et sans violence aient pu être tenues.